# Anfortas
Anfortas (auch Amfortas) ist eine Sagengestalt aus dem Versepos Parzival des Wolfram von Eschenbach, das zwischen 1200 und 1210 entstand. Er ist in Legenden um den Heiligen Gral der Hüter der Gralsburg. Für seinen Lebensunterhalt muss er fischen und wird deshalb auch Fischerkönig (altfranzösisch roi peschierres) genannt. Durch eine verwunschene Liebe wird er verwundet.

## Deutung der Figur
Anfortas war nach Robert de Boron ein Sohn der Veronika, der Schwester von Joseph de Berimathie.
Bei Chrétien de Troyes ist er ein Onkel mütterlicherseits von Perceval.
Im Perlesvaus ist er Josue, ein Sohn von Glais und Bruder Alains, des Vaters von Perlesvaus (Parzival). Seine Nachkommen sind hier Aminadap, Catheloys, Manaal, Lambor, Pelleams (der lahme König) und Pelles, der durch Lancelot zum Großvater von Galahad wird.
Aus dem symbolischen Bekehrer- oder Fischerkönig (roi pescheor) entwickelte sich durch ein sprachliches Missverständnis ein Sünderkönig (roi pécheur), der an einer Sünde leidet und dahinsiecht, durch die Nähe des Grals aber vor dem Tode bewahrt wird, und den Parzival durch die Stellung einer Frage erlöst.

## Neuzeitliche Behandlungen
In der Oper Parsifal von 1882 des Komponisten Richard Wagner wird die Geschichte um Amfortas, seine Verwundung und die Erlösung dargestellt.
In T. S. Eliots  Gedicht Das wüste Land (The Waste Land) von 1922 spielt der Fischerkönig ebenfalls eine wichtige Rolle.
Robert Jordan nahm die Legende im Romanzyklus Das Rad der Zeit (The Wheel of Time) von 1990–2013 auf. Auch dort erhält eine der Hauptfiguren, Rand al' Thor, eine Verletzung, die nicht heilt. Ein Gelehrter seiner Gegner, Moridin, spricht einmal direkt vom Fischer, als er von al' Thor spricht.
In Terry Gilliams Film König der Fischer (The Fisher King) von 1991, der in New York spielt, finden sich neben der im Titel zitierten Geschichte vom Fischerkönig zahlreiche weitere Anspielungen auf die Gralslegenden. Der obdachlose ehemalige Literaturprofessor Parry (Robin Williams) erzählt dem zynischen Radiomoderator Jack Lucas (Jeff Bridges) die Legende vom leidenden Fischerkönig, der durch den Narren Parzival gerettet wird – ein Schlüssel zur Handlung des Films.